# Socialpolitik i USA
Socialpolitik i USA utvecklas senare än i andra industriländer. Först på 1930-talet i samband med massarbetslösheten som följde på den ekonomiska depressionen började ett socialt skyddsnät att utvecklas. Allt sedan dess har staten och delstaterna startat allt fler program för att hjälpa de svagaste i samhället men fortfarande litar man till marknadslösningar och individens eget ansvar i betydligt högre grad än i de flesta andra industriländer.

## Pension, arbetstid, barnbidrag
Alla USA:s medborgare har rätt till pension vid 65 års ålder.
Det finns inget barnbidrag, men stora skatteavdrag för barnfamiljer medges..
Arbetslöshetsförsäkringen är obligatorisk. Normalarbetstiden för en arbetsveckan är satt till 40 timmar..

## Socialförsäkringar och sjukvårdsförsäkringar
Några delstater har ett väl utbyggt delstatligt socialvårdssystem men i de flesta är man starkt beroende av enskilda initiativ. Allmän sjukförsäkring finns inte, med undantag för pensionärer och handikappade. 
USA:s viktigaste socialförsäkring är social security som infördes i mitten av 1930-talet och är ett statligt finansierat pensionssystem. Förutom ålderspensionärer omfattar försäkringen även handikappade, arbetsskadade, föräldralösa barn och änkor/änklingar. 
Det finns också olika typer av socialbidrag som betalas ut till de fattigaste, ensamstående föräldrar etc. Dessa system har dock stramats åt under 1990-talet och ställer större krav på bidragstagarna för att de ska få ersättningen.
Till skillnad från samtliga västeuropeiska stater saknar USA ett allmänt sjukförsäkringssystem som omfattar hela befolkningen. Istället måste man teckna privata försäkringar (ofta genom arbetsgivaren) men cirka 45 miljoner människor saknar i dag (2010) sjukförsäkring. Sedan mitten av 1960-talet finns emellertid ett allmänt sjukförsäkringssystem, Medicare, för pensionärer och handikappade. Förutom kraftigt subventionerad sjukhusvård omfattar förmånerna även förebyggande sjukvård, vård i hemmet, hjälpmedel och mediciner. Medicaid är en annan socialförsäkring som betalar sjukvården för fattiga familjer och andra med låga inkomster. Till skillnad från Medicare, som enbart finansieras av federala (statliga) skatter, delas kostnaden för Medicaid mellan regeringen och delstaterna. Många pensionärer och handikappade har rätt till subventionerad vård både enligt Medicare och Medicaid.
Den 22 mars 2010 röstade USA:s representanthus igenom ett förslag om allmän sjukförsäkring, Obamacare.